# Jesús Nazareno, Chiapas
Jesús Nazareno är en ort i Mexiko.   Den ligger i kommunen Salto de Agua och delstaten Chiapas, i den sydöstra delen av landet, 800 km öster om huvudstaden Mexico City. Jesús Nazareno ligger 78 meter över havet och antalet invånare är 190.
Terrängen runt Jesús Nazareno är kuperad söderut, men norrut är den platt. Runt Jesús Nazareno är det ganska glesbefolkat, med 42 invånare per kvadratkilometer. Närmaste större samhälle är Tioquipa el Bascán, 4,8 km nordost om Jesús Nazareno. Trakten runt Jesús Nazareno består till största delen av jordbruksmark.